# Mario Bresolin
Mario Bresolin (Mogadiscio, 21 novembre 1938) è un ex calciatore italiano, di ruolo attaccante.

## Caratteristiche tecniche
Giocava come centravanti.

## Carriera
Giocò due stagioni in Serie A con Triestina e Genoa, entrambe chiuse all'ultimo posto in classifica, totalizzando complessivamente 39 presenze e 8 reti in massima serie. Prima di arrivare in Liguria passò brevemente dal Milan, con cui giocò una sola parita ufficiale, nella sconfitta interna contro il Como in Coppa Italia.